# Università ungherese di belle arti

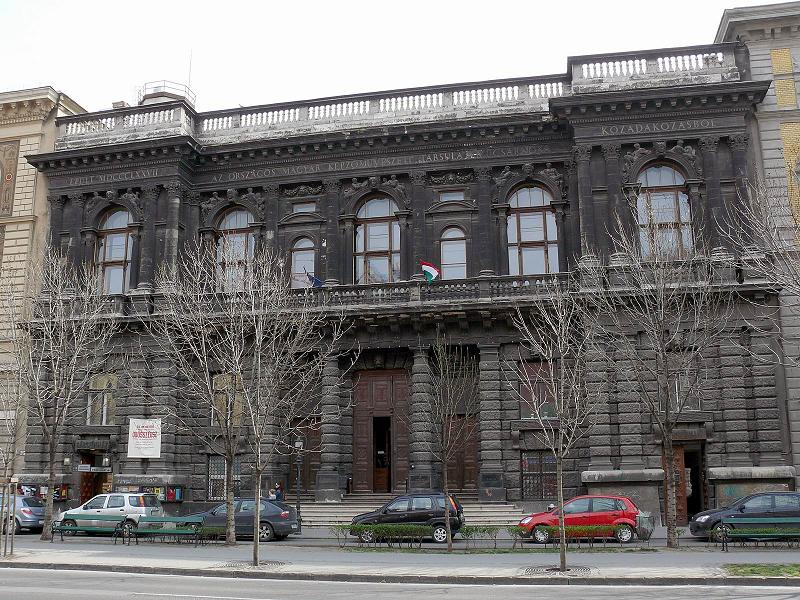
L'edificio centrale dell'università

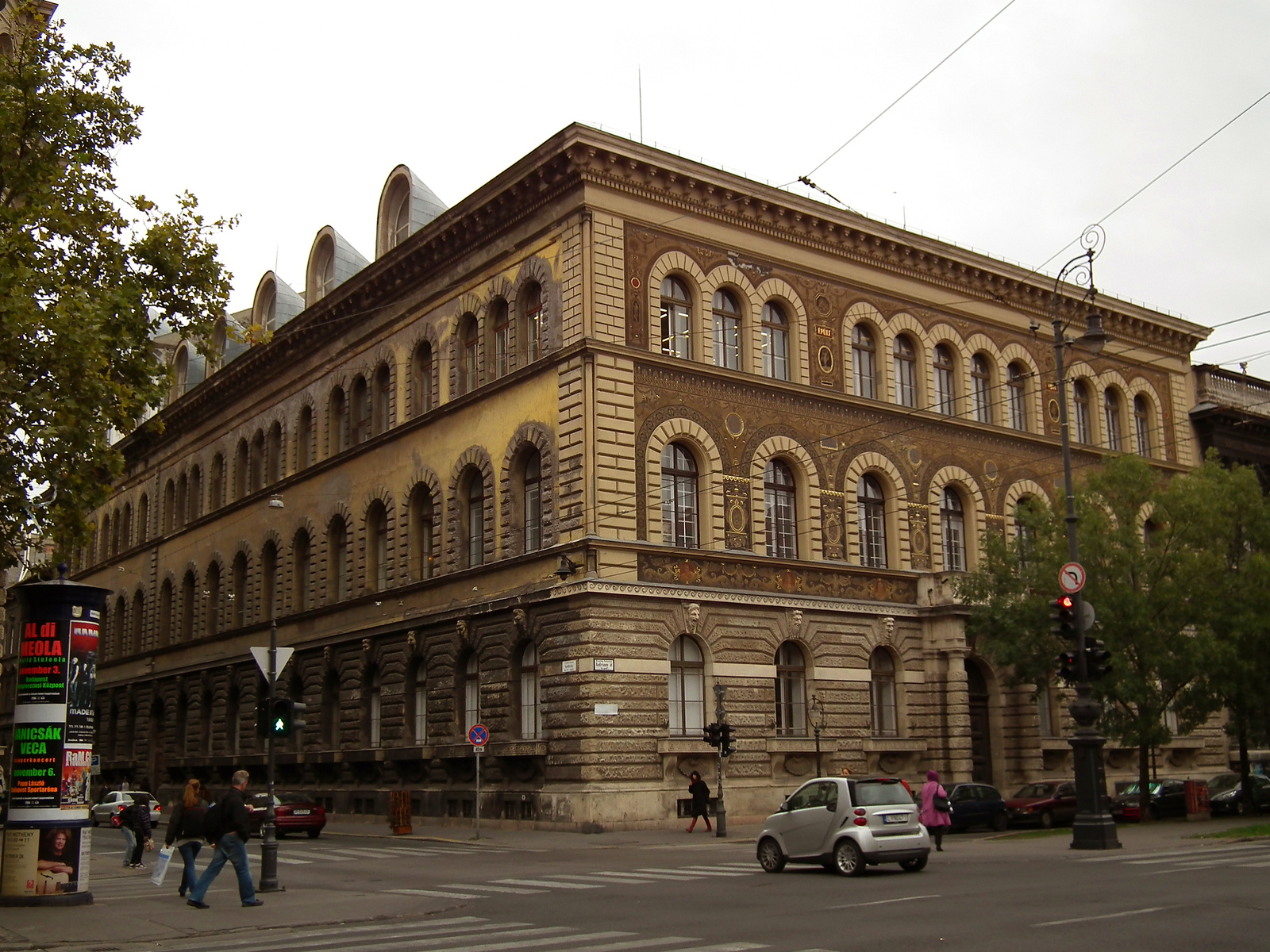
L'edificio più recente, accanto al vecchio

L'Università ungherese di belle arti (in ungherese Magyar Képzőművészeti Egyetem) è un'istituzione artistica pubblica dell'Ungheria, a finanziamento statale.

## Storia
Fondata il 6 maggio 1872 come Scuola reale delle arti decorative (Magyar Királyi Mintarajztanoda) cambiò nome nel 2001 in Magyar Képzőművészeti Egyetem. 
L'edificio di Budapest fu progettato nel 1877 da Alajos Rauscher e Adolf Lang.

## Rettori
- Judit Csanádi (dal 2016)